# Asty Dwi Widyaningrum
Asty Dwi Widyaningrum   (Jayapura, 25 d'octubre de 1999) és una jugadora de bàdminton indonèsia.

## Fites

### BWF International Challenge (1 or, 3 argents)
Individual femení
| Any  | Torneig                        | Oponent       | Puntuació    | Resultat   |
| ---- | ------------------------------ | ------------- | ------------ | ---------- |
| 2016 | Internacional de Singapur      | Lee Ying Ying | 21–19, 21–12 | Guanyadora |
| 2016 | Repte Internacional de Bahrain | Sri Fatmawati | 14–21, 16–21 | Finalista  |
| 2017 | Internacional d'Indonèsia      | Shiori Saito  | 15–21, 15–21 | Finalista  |
| 2021 | Repte Internacional de Bahrain | Lauren Lam    | 18–21, 10–21 | Finalista  |

     Torneig BWF International Challenge
     Torneig BWF International Series

## Cronologia d'activitat

### Competicions individuals
- Nivell sènior

| Torneig                     | 2018 | 2019 | Millor resultat |
| --------------------------- | ---- | ---- | --------------- |
| BWF World Tour              |      |      |                 |
| Indonesia Masters Super 100 | R2   | R1   | R2 (2018)       |
| Rànquing de cap d'any       | 170  | 230  |                 |

| Torneig                            | 2017 | Millor resultat |
| ---------------------------------- | ---- | --------------- |
| BWF Grand Prix Gold and Grand Prix |      |                 |
| Malaysia Masters                   | R1   | R1 (2017)       |
| Thailand Open                      | R1   | R1 (2017)       |
| Rànquing de cap d'any              | 140  |                 |